# CEP44
CEP44 (англ. Centrosomal protein 44) – білок, який кодується однойменним геном, розташованим у людей на 4-й хромосомі. Довжина поліпептидного ланцюга білка становить 390 амінокислот, а молекулярна маса — 44 140.
| 10         |  | 20         |  | 30         |  | 40         |  | 50         |
| ---------- |  | ---------- |  | ---------- |  | ---------- |  | ---------- |
| MATGDLKRSL |  | RNLEQVLRLL |  | NYPEEVDCVG |  | LIKGDPAASL |  | PIISYSFTSY |
| SPYVTELIME |  | SNVELIAKND |  | LRFIDAVYKL |  | LRDQFNYKPI |  | LTKKQFIQCG |
| FAEWKIQIVC |  | DILNCVMKKH |  | KELSSLQKIP |  | SQQRKKISSG |  | KSEPPLGNEK |
| ISAEAVGVDI |  | SGRFMTSGKK |  | KAVVIRHLYN |  | EDNVDISEDT |  | LSPITDVNEA |
| VDVSDLNATE |  | IKMPEVKVPE |  | IKAEQQDVNV |  | NPEITALQTM |  | LAECQENLKK |
| LTSIEKRLDC |  | LEQKMKGKVM |  | VDENTWTNLL |  | SRVTLLETEM |  | LLSKKNDEFI |
| EFNEVSEDYA |  | SCSDMDLLNP |  | HRKSEVERPA |  | SIPLSSGYST |  | ASSDSTPRAS |
| TVNYCGLNEI |  | SEETTIQKME |  | RMKKMFEETA |  | ELLKCPNHYL |  |            |

A: Аланін

C: Цистеїн

D: Аспарагінова кислота

E: Глутамінова кислота

F: Фенілаланін

G: Гліцин

H: Гістидин

I: Ізолейцин

K: Лізин

L: Лейцин

M: Метіонін

N: Аспарагін

P: Пролін

Q: Глутамін

R: Аргінін

S: Серин

T: Треонін

V: Валін

W: Триптофан

Кодований геном білок за функцією належить до фосфопротеїнів. 
Задіяний у такому біологічному процесі, як альтернативний сплайсинг. 
Локалізований у цитоплазмі, цитоскелеті.